# Doblaje
El doblaje es el proceso de grabar y sustituir voces de un medio cinematográfico, videojuegos, televisivo o radiofónico para su internacionalización. Consiste en sustituir la voz original de un actor por otra, en distinto idioma o en el mismo. En el caso de los videojuegos también puede referirse al proceso de añadir voces grabadas por actores de voz en cambio de diálogos por escrito, aunque por la naturaleza misma de los videojuegos, no necesariamente nos podemos referir como doblaje. Hay varias discusiones al respecto sobre si llamarlo o no doblaje y algunos simplemente desean acuñar el término «versión» y dejar el término doblaje exclusivamente para cine y televisión.
El doblaje se describe a sí mismo como el proceso de regrabación de líneas de diálogo, habladas por un actor durante la producción original, para mejorar la calidad de audio o reflejar los cambios de diálogo. La música también puede ser doblada en una película después de que su edición se haya completado.
Filmes, vídeos y a veces videojuegos son doblados en el idioma local para el mercado extranjero. En algunos países el doblaje es común en películas estrenadas en cines, series de televisión, dibujos animados o telenovelas mexicanas y/o latinas según sea su distribución en el extranjero.
El Día Internacional del Doblaje se celebra el 12 de junio de cada año.

## Historia

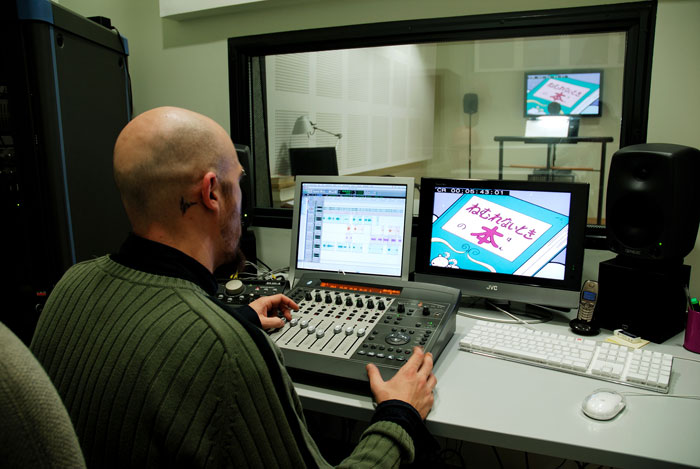
El interior y exterior de la cabina de grabación de un estudio de doblaje.

### Introducción del doblaje en Europa
La preferencia de cada país por el doblaje o subtitulado es actualmente consecuencia directa de decisiones tomadas a finales de los años 1920 y principios de la década de 1930. Con la llegada del sonido al cine, algunos países, principalmente por razones políticas ligadas a los nacionalismos propios de la época, escogieron el doblaje como forma de fortalecimiento de identidad y un cierto control de la información.
Entre los países que escogieron el doblaje como forma principal de reproducción pública se encuentran España, Francia, Alemania e Italia. En 1928 Paramount realizó la primera prueba con The Flyer, pero esta fue doblada al alemán. La primera película conocida doblada al español en España fue Entre la espada y la pared (Devil and the Deep) en 1931.
En España el doblaje está más generalizado desde 1932, cuando la Segunda República decidió introducirlo en Madrid y en Barcelona. El doblaje, tras la guerra civil española, se vio reforzado por la normativa promulgada por el Gobierno de Francisco Franco el 23 de abril de 1941, a su vez basada en la Ley de Defensa del Idioma de Mussolini de 1938. Esta ley, adoptada en Italia, Alemania, Francia y España, tenía dos fines políticos: El nacionalismo a través de la identidad lingüística y, de forma más sutil, el control a través de la censura de las ideas extranjeras que podrían ser ajenas a los intereses nacionales.

### Introducción del doblaje en Hispanoamérica
En México el doblaje empezó en plena época dorada del cine mexicano, cuando Hollywood invertía dinero en el cine mexicano durante la Segunda Guerra Mundial. En 1938 Disney lanzó la primera película animada íntegramente en español, Blancanieves y los siete enanos, doblada en Estados Unidos. Debido a la variación de acentos, la compañía decidió buscar una opción de doblaje ubicada en Hispanoamérica. Dumbo fue el primer filme doblado íntegramente en Argentina por la empresa Argentina Sono Film. A la par que Dumbo y Pinocho fueron dobladas en Argentina, se siguieron doblando varios cortometrajes animados, tales como la serie de cortos de Mickey Mouse y compañía (Donald y Goofy) y algunos otros filmes, desde 1942, hasta presuntamente 1947, en los estudios oficiales de Walt Disney, localizados en Burbank, California. En los últimos mencionados, fue Edmundo Santos, representante de Walt Disney en América Latina, quien se encargó de traducir y adaptar, dirigir, y realizar la adaptación de las canciones para estos. En 1944, la Metro Goldwyn Mayer mandó desde la Ciudad de México al primer elenco de actores de doblaje a Nueva York para doblar sus películas y los cortos de dibujos animados Tom y Jerry para toda Hispanoamérica. La mayoría de los actores del elenco provenían de la radio XEW-AM. También la mayoría de los doblajes de México se hacían para todos los países hispanoparlantes del mundo, y no se separaba a España y América. Para los años 50, con el cierre de los estudios de la Metro Goldwyn Mayer, se decidieron enviar las producciones faltantes a ser dobladas en México, en los estudios Churubusco, mismo caso que pasó con Disney, cuyas películas, cortometrajes y series también fueron enviadas a ser dobladas en dicho estudio.
A partir de los años 50, la mayoría de las películas de varios estudios, como Disney, MGM, Warner Bros, etc., se han doblado en México (aunque, por ejemplo para los doblajes de películas como Oliver y su Pandilla o La Sirenita se doblaron en Estados Unidos con actores no solo mexicanos, sino también cubanos o mexicano-estadounidenses), fue en ese tiempo cuando empezaron a surgir varios estudios de doblaje como Estudios Churubusco, Grabaciones y Doblajes, S.A, Prime Dubb. etc.

## Evolución
En los inicios del doblaje, debido a que el material con el que se trabajaba para las mezclas de voz y audio era fotográfico y no digital como hoy en día, y que los dobladores eran actores de radio y teatro que tenían poca o ninguna preparación para la técnica, el procedimiento a seguir consistía en realizar grabaciones de varias páginas de texto que debían ser memorizadas previamente. Para ello las escenas tenían que ser ensayadas varias veces antes de ser grabadas, tanto para lograr una buena sincronización con los movimientos labiales de los actores originales, como para poder imitar la interpretación de los mismos. Así, doblajes como el de Lo que el viento se llevó llevaban muchas semanas de trabajo.
Con el paso de los años esta técnica se sustituyó por el actual sistema de doblaje por ritmos, en el cual el diálogo queda segmentado en pequeños fragmentos o takes que los actores graban leyendo detrás de un atril tras haber memorizado el ritmo (especialmente las pausas) del diálogo original. Esta nueva técnica agiliza mucho el proceso de doblaje, aunque también hay quien opina que esta «mecanización» del proceso le ha restado calidad artística y naturalidad al mismo.
Después del doblaje al idioma español en España y México, otros países adoptaron nuevas técnicas. En Chile se emplea para las series televisivas turcas y en Venezuela es desarrollado para programas de cable. Casos similares se dan en Colombia, México, Chile, Argentina, Perú, Puerto Rico, Cuba y El Salvador. En España, las comunidades autónomas de Cataluña, Comunidad Valenciana, Baleares, Galicia y País Vasco cuentan a su vez con doblajes en sus respectivas lenguas cooficiales, distintas del español.
En Guinea Ecuatorial se usa el doblaje castellano europeo.[cita requerida]

## Procedimiento
Doblar una serie o película es un proceso laborioso. Como primer paso un traductor recibe el guion original y a partir de allí se elaboran las  palabras del idioma a doblar, buscando construir diálogos creíbles e interpretables, y después el director debe añadir al guion resultante las acotaciones de sonidos incidentales, música y efectos especiales que acompañan y complementan la voz de los personajes. Además de esto, los actores deben usar un tono de voz que se encuentre acorde a la apariencia y la actitud del personaje asignado. Por ello, la selección de actores de doblaje es también muy importante.
Los actores de doblaje, que suelen ensayar 2 o 3 veces antes de grabar la nueva pista sonora, escuchan a través de audífonos el sonido original, lo que les permite matizar la entonación; y de vez en cuando tienen que corregir la traducción para elegir sinónimos castellanos que se pronuncian moviendo los labios de manera parecida a la del vocablo original que está siendo pronunciado por el actor o personaje en pantalla. Esto último es sumamente difícil y pocas veces resulta imperceptible.
Si el actor de la cinta pronuncia en inglés el monosílabo sure, difícilmente el actor de doblaje podrá ajustar a los movimientos de labios del original, la traducción española seguro, más fácil será decir un Sí alargado, que a veces suena como «seee...» y que ya se ha incorporado al habla de muchos hispanoamericanos. Gift se traduce normalmente como obsequio, ya que, dicen los actores de doblaje, tiene mejor labial que regalo, aunque este término también es empleado en muchas ocasiones; de la misma manera que room es doblado como alcoba o habitación y raras veces como «cuarto». Dad o daddy pueden sustituirse sin problemas por su correspondiente en español, «papá» o «papi», en cambio, otras palabras como papa son ocasionalmente adaptadas como patata; ocasionalmente, en vez de refresco se dice soda o gaseosa, en ocasiones menores, helado es cambiado por mantecado y cacahuate es cambiado por maní. En otras ocasiones, las expresiones coloquiales permiten un mayor juego: Oh my god puede traducirse, según la ocasión como «¡Qué lástima!», «¡Qué mala suerte!» o simplemente como «¡Oh por Dios!».
Aprender a sincronizar las palabras con el movimiento labial de los personajes en pantalla demanda años de práctica y fina sensibilidad. Un capítulo de 30 minutos de duración requiere aproximadamente 12 horas de trabajo para quedar vertido al español cuando es doblado en México. En otros países de Hispanoamérica en cambio, tardan hasta una semana para lograrlo. Los actores de doblaje deben buscar expresiones neutras, lo que no siempre es fácil.
Alrededor de 300 actores se dedican al doblaje profesional en México, de los cuales sólo 150 lo hacen de manera regular, la mayoría en papeles secundarios ya que los papeles protagónicos se reparten entre únicamente 20 intérpretes considerados como superdotados.

## Masificación

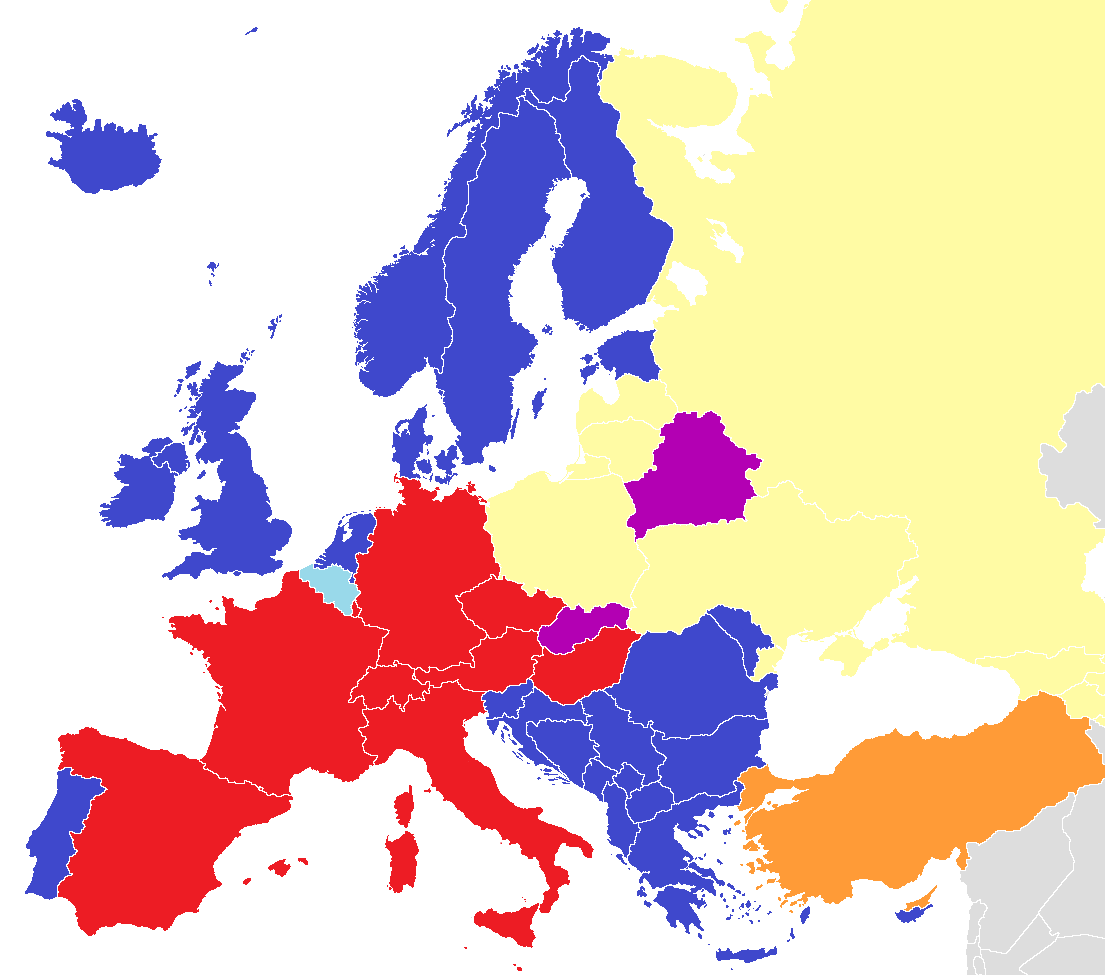
Doblaje en Europa:
Doblaje solamente para niños. Para lo demás solamente se usan subtítulos.
Áreas variadas. Países que utilizan ocasionalmente un equipo completo para realizar el doblaje. Para lo demás solamente usan subtítulos.
Voz en off. Países que utilizan normalmente uno o varios actores de voz mientras que el audio original persiste.
Bélgica ocasionalmente produce versiones dobladas en su propio dialecto flamenco pero usualmente utiliza subtítulos.
Doblaje general. Países que utilizan exclusivamente un elenco completo para el doblaje, para películas y series de televisión.
Países que ocasionalmente producen doblajes propios aunque también utilizan versiones dobladas de otros países por la razón de que sus idiomas son semejantes y la audiencia puede comprenderlo sin dificultad (Bielorrusia y Eslovaquia).

El doblaje a cualquier idioma requiere una modalidad específica de la lengua:
- España posee su doblaje local, hecho solamente para su mercado.
- En América se realiza un doblaje único para todo el mercado hispanoamericano por actores de México, Colombia, Argentina, Venezuela, Chile, entre otros.[11]
- En Guinea Ecuatorial no existe doblaje propio. Suele usarse el doblaje en español europeo.
- También existe el doblaje a otros idiomas a partir de producciones en español.[12]

En los canales de televisión abierta se proyectan series de televisión, programas infantiles y películas dobladas al español. Los canales de cable suelen ofrecer la programación subtitulada o doblada. Actualmente el doblaje se ha visto reforzado para los canales de cable.
Sin embargo, con la llegada de la televisión a España, se recurrió frecuentemente al doblaje hispanoamericano para la mayor parte de series y películas animadas (generalmente las de Hanna-Barbera, Walt Disney, Warner Bros., Metro Goldwyn Mayer y Filmation), debido a las, hasta principios de la década de los ochenta, malas condiciones contractuales de los actores de voz españoles. Dicha política se mantuvo en televisión hasta principios de los noventa.
En México, de acuerdo con la legislación, las películas se exhiben en las salas de cine, de manera opcional, en su idioma original con subtítulos o en versión doblada (la mayoría de las veces), mientras que las películas animadas e infantiles son dobladas de manera obligatoria. Dicha medida se tomó como un medio para impulsar el cine mexicano. El doblaje de películas se utiliza generalmente para exhibirlas en televisión.

### Modismos
En el caso de América hasta los años 2000 los más relevantes fueron las producidas en México y Venezuela. Sin embargo, para evitar confusión a los espectadores de otros países no suelen emplear modismos. Suele ser un aspecto común en ser cuidado en el doblaje para Hispanoamérica, y en contra de lo que alguna vez se ha llegado a afirmar, no siempre resulta ser así; por ejemplo, el uso de palabras como «maní», «gaseosa» o «goma de mascar» en lugar de «cacahuate», «refresco» o «chicle» que son términos no empleados en algunos países de habla hispana.
Casos especiales como Koni Chan, que aprovechó sus irreverentes diálogos mexicanos, tuvo éxito en Argentina pero no en México.

## Técnicas de producción
Durante la evolución de la cinematografía, la televisión y la computación gráfica, las técnicas de doblaje han evolucionado a su vez para adaptarse a los formatos y las producciones requeridas, comenzando desde las cintas de celuloide en 16mm y 35mm, cintas magnéticas de ¼ y ½, vídeos de 1" y 2", hasta los modernos sistemas de grabación y edición digital.
El requerimiento más importante en este sistema es la capacidad para editar y sincronizar con precisión la imagen al sonido. Cada grabación de breve duración es llamado loop.

## Producciones en formatos de vídeo
A principios de los años 1970 se comenzó a desarrollar el doblaje de producciones en cintas de vídeo. El primer sistema experimental se desarrolló en la compañía más grande de doblaje en México, CINSA, por los ingenieros Deloy J. White, Elías Fernández O. y Oscar Rubio. Ellos modificaron una grabadora de vídeo helicoidal de una pulgada, para añadir pistas adicionales a la grabación de audio de alta fidelidad y otra de pulsos de control usados en la sincronización del formato original durante la transferencia a copias de trabajo. Este sistema permitió incrementar la eficacia y continuidad del doblaje a un menor coste.
El sistema se diseñó para ser compatible a los formatos de audio 16mm (magnético sincrónico), videocinta de 3/4 y otras de vídeo de 1" y 2". El sistema continuó expandiéndose y mejorándose hasta finales de los '80 para producciones de vídeo. El trabajo de ½ hora de contenido se terminaría en cinco horas con un promedio de 70 segmentos.

### Startalent
Un startalent es un neologismo para hacer referencia a una persona del medio artístico que no es especialista en la industria del doblaje, pero se contrata para prestar su voz a un personaje importante en una producción cinematográfica. Es una estrategia de márquetin comúnmente utilizada para aprovechar la fama de dicho artista como palanca publicitaria para dar a conocer con facilidad la película y su producción.
Se hace un estudio general del país donde se grabará la película y se elige a uno o varios artistas con un alto nivel de reconocimiento y, de esta manera, atraer la atención del mercado. Asimismo, se procura que dicho artista se adapte a la personalidad del personaje asignado. El director de doblaje se encargará de capacitarlo para obtener el nivel de calidad requerido.

### Doblaje en los videojuegos
El proceso de doblaje en los videojuegos es distinto al utilizado en el cine ya que los actores carecen de imágenes que les sirva de referencia al interpretar su rol. Con la llegada del CD, comenzaron a utilizarse de manera que los videojuegos comenzaban a presentar voces reales. En los años 1990 comenzaron a doblarse los primeros videojuegos en España al castellano. Debido a la fuerte industria del videojuego en Europa, comenzaron a aparecer los doblajes a idiomas como el alemán, francés, español e italiano principalmente. En algunas ocasiones, debido a la inexistencia de un doblaje hispanoamericano se ha exportado la versión española de algunos videojuegos a Hispanoamérica. Latinoamérica, como economía emergente para el mundo de los videojuegos, empezó a realizar algunos doblajes en la primera década del siglo XXI. Sin embargo esta tendencia sería minoritaria y, salvo en algún caso como el de Halo 2, no llegarían a distribuirse en España.
Según PwC, del año 2007 al 2011, las ganancias del mercado español eran aún muy superiores a las de cualquier país hispanoamericano, resultando ser más del doble de las ganancias que aportaba México, el mercado más rentable de Hispanoamérica. Los ingresos de un mercado más fuerte en el mundo del videojuego como es el de España hacían que fuera la opción preferente para realizar el doblaje al español desde la introducción del doblaje en los videojuegos hasta mediados de la década de 2010, indiscutiblemente. Según NewZoo en 2015; el mercado español, a pesar de seguir siendo el mercado hispanohablante más rentable, registró unas ganancias inferiores al conjunto de mercados hispanoamericanos en cuanto a venta de software. El hecho de que Hispanoamérica esté ganando importancia en el sector ha hecho que se empiece a priorizar en algunos casos el doblaje al español de América, aunque no es lo habitual. No obstante; la decisión de priorizarlo, o no, está supeditada a la rentabilidad de determinadas marcas, productos o plataformas en cada región.

### Fandub
Fandub o fandoblaje es otro neologismo relacionado con el doblaje amateur y no oficial. Es empleado en videos virales o series animadas.

## Premios al reconocimiento al doblaje
- Premios Retake (Premios de doblaje a español de España) - La productora Wadjet Media, la Escuela de Doblaje de Asturias, y la Asociación Premios Take, junto con una Secretaría Técnica que se creará al efecto, serán los organizadores de los Premios Take de Doblaje a partir de 2017, premio equivalente a los premios Goya.
- Premio Irene de doblaje - Irene Guerrero de Luna - Escuela de doblaje de Madrid (España)
- Premios ATRAE - Premio Xènia Martínez premios de traducción y adaptación audiovisual (España)
- Premios Lavat los premios a la locución y el doblaje (México)

## Censura en el doblaje
En la traducción (doblaje o subtitulaje), suele haber censura. Por ejemplo, en una de las primeras escenas de la película The Woman in Green (distribuida con el título Sherlock Holmes y la mujer de verde, en algunos países, y como Mudos testigos, en otros), uno de los personajes dice: "Si pudiéramos drenar el Canal de la Mancha...", y no aparece, en los subtítulos, traducido el resto de la frase: "y encontráramos un pene."